# Anima (Salvo Nicolosi)
Anima è il trentaduesimo album del cantante siciliano Salvo Nicolosi, del 2004

## Tracce
1. Amo mia moglie
2. Anche in Paradiso
3. Anima
4. Bella signora
5. Bimba bimba / La Bamba
6. Cerco a tte
7. Che brutto destino
8. Chill' è spusate
9. Comme t'aggia' scurdà
10. Core 'e fierro
11. Dragostea din tei / Ma che amore sei
12. Dramma di un amore
13. E vinci tu
14. Faccio ammore cu tte
15. Ho sbagliato
16. In questa stazione
17. Innamorati
18. Io vengo a scola